# Мовчан, Роман Георгиевич
Роман Георгиевич Мовчан (1920 — 2000) — советский и российский тренер по лёгкой атлетике. Заслуженный тренер РСФСР.

## Биография
Родился в Петрограде в 1920 году. В юношеском возрасте увлёкся лёгкой атлетикой. В 1941 году окончил Высшую школу тренеров при ГОЛИФКе имени П.Ф. Лесгафта. В 1941 году с началом Великой Отечественной войны был призван на фронт. Прошёл боевой путь от Ленинграда до Курляндии, дослужился до звания лейтенанта. Был награждён орденами Отечественной войны II степени (6.04.1985), Красной Звезды (31.10.1944), медалью «За боевые заслуги» (18.03.1944).
В 1951 году окончил Ленинградский государственный педагогический институт имени А.И. Герцена. Работал тренером ДЮСШ Кировского района Ленинграда в 1951—1974 гг, ДСО «Спартак» в 1974—1986 гг. Был тренером сборной школьной и юношеской команды Ленинграда по лёгкой атлетике. Среди его подопечных — чемпионы СССР А. Литвинов и В. Тарасов, чемпионы Спартакиады школьников А. Семенов, А. Радилов, В. Илларионов, В. Ильин.
В 1980 году за свои успехи в деле подготовки спортсменов был удостоен почётного звания «Заслуженный тренер РСФСР».
Умер в 2000 году. Похоронен на Красненьком кладбище в Санкт-Петербурге.